# A Klase 1948
L'edizione 1948 del A Klase fu la quarta come campionato della Repubblica Socialista Sovietica Lituana; il titolo fu vinto dall'Elnias Šiauliai, giunto al suo 1º titolo.

## Formula
Il campionato fu diviso in due fasi: la prima fase prevedeva due gironi, uno nord e uno sud, il primo con nove squadre, il secondo con dieci, per un totale di 19 squadre. In entrambi i gironi si disputarono gare di sola andata.
Nella seconda fase le squadre furono disputati tre gironi, sempre con gare di sola andata: nel girone 1 parteciparono le prime tre classificate di ciascun girone della prima fase; nel girone 2 militarono le squadre classificate dal quarto al sesto posto nella prima fase; nel girone 3 militarono le restanti sette squadre.

## Prima fase

### Girone nord

#### Classifica finale
| Pos. | Squadra            | Pt | G | V | N | P | GF | GS | DR  |
| ---- | ------------------ | -- | - | - | - | - | -- | -- | --- |
| 1.   | Audra Klaipėda     | 12 | 8 | 6 | 0 | 2 | 28 | 13 | +15 |
| 2.   | Žalgiris Šiauliai  | 11 | 8 | 5 | 1 | 2 | 17 | 13 | +4  |
| 3.   | Žalgiris Tauragė   | 10 | 8 | 5 | 0 | 3 | 28 | 17 | +11 |
| 4.   | ASK Kaunas         | 9  | 8 | 4 | 1 | 3 | 22 | 21 | +1  |
| 5.   | Vėliava Šiauliai   | 8  | 8 | 4 | 0 | 4 | 24 | 11 | +13 |
| 6.   | Spartakas Plungė   | 7  | 8 | 3 | 1 | 4 | 18 | 26 | -8  |
| 7.   | Žalgiris Panevėžys | 7  | 8 | 3 | 1 | 4 | 9  | 15 | -6  |
| 8.   | Spartakas Šiauliai | 6  | 8 | 3 | 0 | 5 | 16 | 24 | -8  |
| 9.   | GSK Klaipėda       | 2  | 8 | 1 | 0 | 7 | 15 | 37 | -22 |

#### Verdetti
- Qualificate al Girone 1: Audra Klaipėda, Žalgiris Šiauliai e Žalgiris Tauragė
- Qualificate al Girone 2: Spartakas Plungė, Vėliava Šiauliai e ASK Kaunas
- Qualificate al Girone 3: GSK Klaipėda, Spartakas Šiauliai e Žalgiris Panevėžys

### Girone sud

#### Classifica finale
| Pos. | Squadra              | Pt | G | V | N | P | GF | GS | DR  |
| ---- | -------------------- | -- | - | - | - | - | -- | -- | --- |
| 1.   | Spartak Vilnius      | 14 | 9 | 7 | 0 | 2 | 28 | 14 | +14 |
| 2.   | Elnias Šiauliai      | 13 | 9 | 6 | 1 | 2 | 28 | 13 | +15 |
| 3.   | Dinamo Vilnius       | 11 | 9 | 5 | 1 | 3 | 22 | 13 | +9  |
| 4.   | Audiniai Kaunas      | 11 | 9 | 5 | 1 | 3 | 24 | 15 | +9  |
| 5.   | Spartakas Kaunas     | 9  | 9 | 3 | 3 | 3 | 15 | 18 | -3  |
| 6.   | Inkaras Kaunas       | 9  | 9 | 4 | 1 | 4 | 16 | 22 | -6  |
| 7.   | KKI Kaunas           | 9  | 9 | 4 | 1 | 4 | 10 | 16 | -6  |
| 8.   | Lokomotyvas Kaunas   | 5  | 9 | 1 | 3 | 5 | 11 | 22 | -11 |
| 9.   | Žalgiris Ukmergė     | 5  | 9 | 1 | 3 | 5 | 11 | 25 | -14 |
| 10.  | Žalgiris Marijampole | 4  | 9 | 1 | 2 | 6 | 15 | 22 | -7  |

#### Verdetti
- Qualificate al Girone 1: Spartak Vilnius, Elnias Šiauliai e Dinamo Vilnius
- Qualificate al Girone 2: Audiniai Kaunas, Spartakas Kaunas, Inkaras Kaunas
- Qualificate al Girone 3: KKI Kaunas, Lokomotyvas Kaunas, Žalgiris Ukmergė e Zalgiris Marijampole

## Seconda fase

### Girone 1
|                        | Pos. | Squadra           | Pt | G | V | N | P | GF | GS | DR  |
| ---------------------- | ---- | ----------------- | -- | - | - | - | - | -- | -- | --- |
| RSS Lituana (bandiera) | 1.   | Elnias Šiauliai   | 8  | 5 | 4 | 0 | 1 | 22 | 11 | +11 |
|                        | 2.   | Žalgiris Tauragė  | 7  | 5 | 3 | 1 | 1 | 14 | 10 | +4  |
|                        | 3.   | Spartak Vilnius   | 5  | 5 | 2 | 1 | 2 | 15 | 11 | +4  |
|                        | 4.   | Dinamo Vilnius    | 5  | 5 | 1 | 3 | 1 | 10 | 10 | +0  |
|                        | 5.   | Audra Klaipėda    | 3  | 5 | 1 | 1 | 3 | 5  | 7  | -2  |
|                        | 6.   | Žalgiris Šiauliai | 2  | 5 | 0 | 2 | 3 | 7  | 24 | -17 |

### Girone 2
| Pos. | Squadra          | Pt | G | V | N | P | GF | GS | DR  |
| ---- | ---------------- | -- | - | - | - | - | -- | -- | --- |
| 7.   | Inkaras Kaunas   | 10 | 5 | 5 | 0 | 0 | 21 | 11 | +11 |
| 8.   | Audiniai Kaunas  | 8  | 5 | 4 | 0 | 1 | 9  | 3  | +6  |
| 9.   | Spartakas Plungė | 6  | 5 | 3 | 0 | 2 | 10 | 8  | +2  |
| 10.  | Spartakas Kaunas | 4  | 5 | 2 | 0 | 3 | 3  | 9  | -6  |
| 11.  | Vėliava Šiauliai | 2  | 5 | 1 | 0 | 4 | 7  | 13 | -6  |
| 12.  | ASK Kaunas       | 0  | 5 | 0 | 0 | 5 | 5  | 11 | -6  |

### Girone 3
| Pos. | Squadra              | Pt | G | V | N | P | GF | GS | DR  |
| ---- | -------------------- | -- | - | - | - | - | -- | -- | --- |
| 13.  | Lokomotyvas Kaunas   | 10 | 6 | 5 | 0 | 1 | 11 | 1  | +10 |
| 14.  | Žalgiris Ukmergė     | 10 | 6 | 5 | 0 | 1 | 8  | 9  | -1  |
| 15.  | Spartakas Šiauliai   | 7  | 6 | 3 | 1 | 2 | ?  | ?  | ?   |
| 16.  | Žalgiris Marijampole | 7  | 6 | 3 | 1 | 2 | 2  | 5  | -3  |
| 17.  | GSK Klaipėda         | 4  | 6 | 2 | 0 | 4 | 3  | 9  | -6  |
| 18.  | KKI Kaunas           | 2  | 5 | 1 | 0 | 4 | ?  | ?  | ?   |
| 19.  | Žalgiris Panevėžys   | 0  | 5 | 0 | 0 | 5 | ?  | ?  | ?   |